# Second class kids
Second Class Kids Records är ett svenskt skivbolag som startades 2003 av Per Dahlström och Marcus Källman. Deras första släpp blev en cd med gruppen Heldback från Borås. Skivutgivningen var inledningsvis både hardcore och trallpunk, men sedan Marcus Källman lämnat bolaget efter det femte skivsläppet så kom fokus att hamna på trallpunken.
Second class kids var aktivt till och med 2008 när Stiltje gav ut sitt album När råttgiftet har tagit slut. och var vilande fram till 2013 när Rännstensorkesterns album Finns det hopp? gavs ut. Verksamheten har fortsatt med fokus på trallpunk, och år 2022 gick Pierre Pettersson (känd som Stryparn i Lastkaj 14) in i bolaget.

## Diskografi
- Heldback - Heldback (CD)
- Man at arms - The last run (MCD)
- Näsblod - Solens barn (MCD)
- Lastkaj 14 - På andra sidan horisonten (MCD)
- Break me ... - Death is servant, life is not (MCD)
- M.I.D. - Vet din pappa... (MCD)
- Varnagel - Andra klass (MCD)
- Cheezekake 69 - Rookie of the year (CD)
- Vintertid - Ge oss en orsak (MCD)
- Varnagel - Det som var (CD)
- Stiltje - En hårdare ton (MCD)
- Stiltje - När råttgiftet har tagit slut (CD)
- Rännstensorkestern - Finns det hopp? (CD)
- Lastkaj 14 - Stormar (LP)
- M.I.D - Den rike mannens börda (10")
- Sardo Numspa - Efter mycket om och men ... (CD)
- Lastkaj 14 - Längst upp på bottens topp (7")
- Greta Kassler - Ingen tittar på (CD)
- V/A - Fyrtal i punkrock volym 1 (LP)
- Lastkaj 14 - Becksvart (LP)
- Lastkaj 14 - Spelevinken (12")
- Lastkaj 14 - Becksvart (CD)
- V/A - Fyrtal i punkrock volym 2 (LP)
- M.I.D - Tills pengarna skiljer oss åt (10" / CD)
- Slaveriet - När röken lagt sig (CD Ep)
- Lastkaj 14 - På andra sidan horisonten (10")
- Kardinal Synd - Baltic City (10")
- Björnarna / Underhund (Splitt-LP)
- Slaveriet - När röken lagt sig (CD Singel)
- Menudå - Tänk lite själv då (CD Singel)
- Skrammel - Under jord (LP)
- EPA - Tretton övningar i mindfulness (LP)
- Lastkaj 14 - För Sverige (CD Singel)
- V/A - Sveriges jävla ryggrad (LP)
- Death by horse - This Too Shall Pass (CD)
- V/A - 2017-18 (CD)
- KKPA - När andan faller på (MCD)
- Pastoratet - Mvh Grannen (MCD)
- Death By Horse - Reality Hits Hard (LP / CD)
- Kardinal Synd - Andrahandssorteringen (LP / CD)
- Lastkaj 14 - I brist på annat & Som en dålig film (2 x LP / CD)
- Sardo Numspa - För alltid (LP)
- Slaveriet - Skuldfri?! (LP  / CD)
- Anti-Lam Front / Headless Frank (7”)
- Norra Hospitalet - Bakom ljuset (MCD)
- Lastkaj 14 - Speglar och rök (LP / CD)
- Anti-Lam Front - Soloalbum (LP  / CD)
- Pierre Pettersson - Måste man vara så jävla lycklig hela tiden (LP  / CD)
- Pastoratet / N:a Hospitalet - Bara skiten avtar (LP / CD)
- Kapten Grå - 80-talets barn och föräldrar (LP / CD)
- M.I.D - Mata Inte Djuren (LP / CD)
- Astmatisk Gapskratt - Blackskatecruststreetpopcorepunk (LP / CD)
- Lastkaj 14 - Plan B (Mini-LP / CD)
- Fruktansvärld - Fruktansvärld (LP / CD)
- Vera Norea - Carnival Dreams (LP / CD)
- Lastkaj 14 / Fruktansvärld - Pengarna eller livet (LP / CD)
- The Mickerz - Spelar det nån roll om jag är ful? (LP / CD)
- Anti-Lam Front - Konsept-EP om sport / Eget opptak (FORSKJELLIG MUSIKK!) (LP)
- V/A - Second Class Kids Records 2020-2021 (CD)
- Kardinal Synd / Slutstation Tjernobyl (LP / CD)
- KKPA - Pestens tid (LP / CD)
- V/A - Sveriges Jävla Hjärta (LP / CD)
- Sardo Numspa - Spöket i maskinen (LP / CD)
- Kardinal Synd - Kardinalens femte (2 x LP / CD)
- Björnarna - Historierevisionism (2 x LP / CD)
- Kapten Grå - Den lille kemisten (LP / CD)
- Lastkaj 14 - Står stött (CD / CS)
- Småjävlafötter - Ingen här går säker (CD)
- Slaveriet - Ett småskaligt krig (LP / CD)
- Anti-Lam Front - Verdenslansering (LP / CD)
- Astmatisk Gapskratt - Ha ei satans God Jul! (LP / CD)
- KKPA - Live (LP / CD)
- Lastkaj 14 - Trallkrucifixet (LP)
- Lastkaj 14 - Djävulskorset (LP / CD)
- Hata som lejon / Menudå (LP / CD)
- Ärkepucko / Bror Duktig (LP / CD)
- Pastoratet - Högexplosiv (LP / CD)
- Björnarna - Spela snabbare (LP / CD)